# Университет Омар-Бонго
Университет Омар-Бонго (фр. Université Omar-Bongo) — габонский государственный университет, основанный в 1970 году в городе Либревиль.

## История
Университет был основан в 1970 году под названием Национальный университет Габона. Свое нынешнее название он получил в 1978 году.
Создание университета объединило все высшие учебные заведения Габона. В результате реструктуризации некоторые учреждения были отделены от него для создания «больших школ» (Высшая педагогическая школа технического образования, Университетский институт организационных наук и т. д.) или других университеты (Университет наук и технологий Масуку, Университет здоровья науки Либревиля и др.).

## Факультеты
Университет состоит из двух факультетов:
- Факультет права и экономики;

- Факультет литературы и гуманитарных наук.

К каждому из этих факультетов прикреплено несколько исследовательских центров, например:
- Исследовательский центр прикладной экономики;

- Исследовательский центр и картографии;

- Афро-латиноамериканский исследовательский центр;

- Центр исследований эстетики африканского языка.